# 李国憲
李 国憲（イ・グコン、朝鮮語: 이국헌/李國憲、1936年12月17日 - ）は、大韓民国の検察官、政治家、弁護士。第15代韓国国会議員。
本貫は光山李氏、号は元斉。キリスト教徒。

## 経歴
日本統治時代の全羅北道淳昌郡出身。高麗大学校法科大学法学科、同大学院政治外交学科卒（政治学修士）。アメリカのハーバード大学で国際政治学を、バークレー大学で比較法学を修学した。第13回高等考試司法科合格。空軍本部高等軍法会議法務士、ソウル地方検察庁特別捜査部首席検事、大検察庁特別捜査部部長検事、韓国政治発展委員会委員長、民主正義党高陽郡地区党委員長、新韓国党高陽市徳陽区地区党委員長、ハンナラ党高陽市徳陽区甲地区党委員長・李会昌総裁特別補佐役などを務めた。